# Márai Enikő
Márai Enikő (Belgrád, 1940. december 30. – 2021. december 5.) délvidéki származású magyar előadóművész, dramaturg, 1945 óta élt Magyarországon.

## Élete
Az Eötvös Loránd Tudományegyetem Bölcsészettudományi Karának magyar szakán végzett, 1971-ben. Az Universitas Együttes révén kapcsolatba került a színház- és előadóművészettel. 1962 óta folytatott előadóművészi tevékenységet. 1976–78-ban a Petőfi Irodalmi Múzeumban rendhagyó irodalmi órákat adott múzeumpedagógusként, és előadóesteket tartott. 1978–83-ban a Népszínház, 1983-tól a Nemzeti Színház és a Várszínház (Budapest) dramaturgja. A Gyulai Várszínházban Márai Sándor A kassai polgárok című műve előadásának dramaturgja volt.

## Előadóestjei
- Kesztyűdobás a kétségbeesésnek (1967)
- Lányok, a húsvét múlik (1970)
- Vesztőhely télen (1980, Pilinszky János műveiből)
- Márai Sándor: Egy polgár vallomásai (1989, hanglemezen is)

## Művei
- Márai Enikő (szerk.) Várszínház, Népszínház műsorfüzet, Csíksomlyói passió, 16 o., 1981
- Illyés Gyula: Lélekbúvár, szerk. Márai Enikő, Várszínház, 8 oldal
- Vörösmarty Mihály: Csongor és Tünde, műsorfüzet, szerk. Márai Enikő, Gárdonyi Géza Színház (Eger), 10 o.[2]